# Rio Athabasca
O rio Athabasca é um rio do Canadá que se origina no campo de gelo Columbia no Parque Nacional Jasper. Estende-se por 1231 km desde o sopé do campo de gelo Columbia até o Parque Nacional Wood Buffalo, terminando no lago Athabasca, que posteriormente drena pelo rio Mackenzie, desaguando no mar de Beaufort, no oceano Ártico.
O nome Athabasca é originário da tribo nativo americana Cree e significa "onde há plantas [erva]".

## Imagens

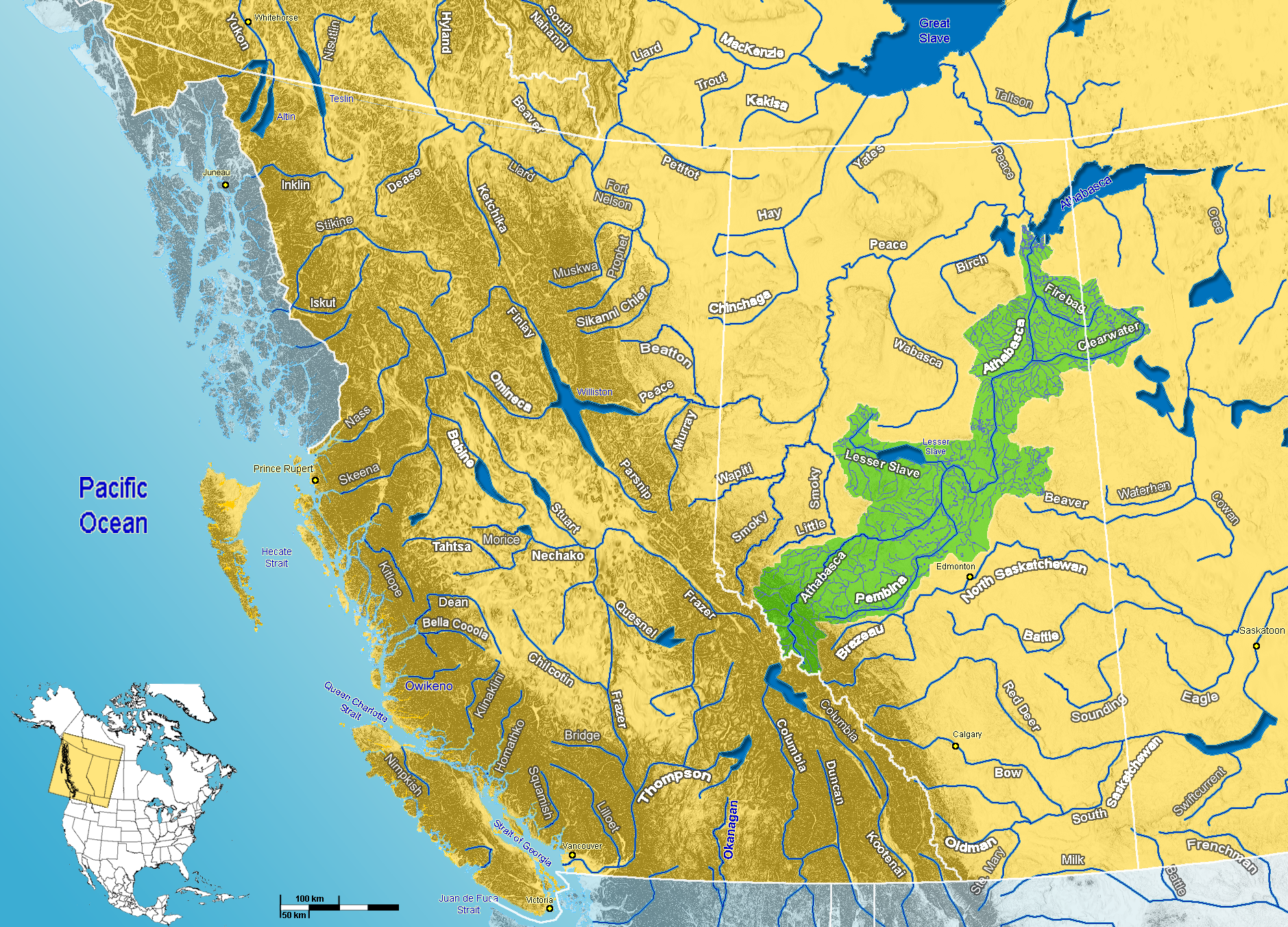
Bacia e percurso do Athabasca
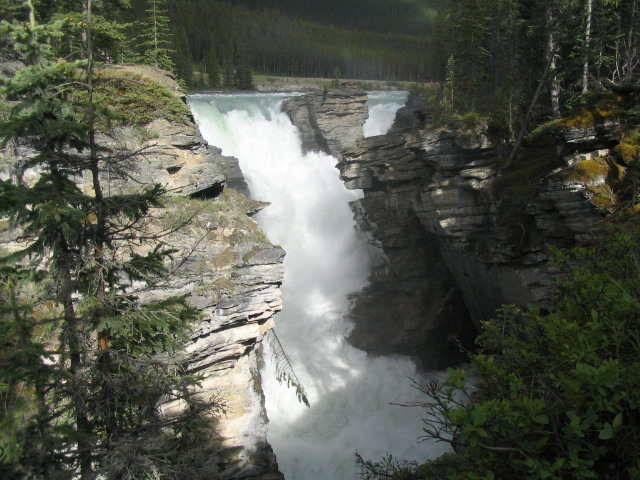
Quedas de água no Athabasca
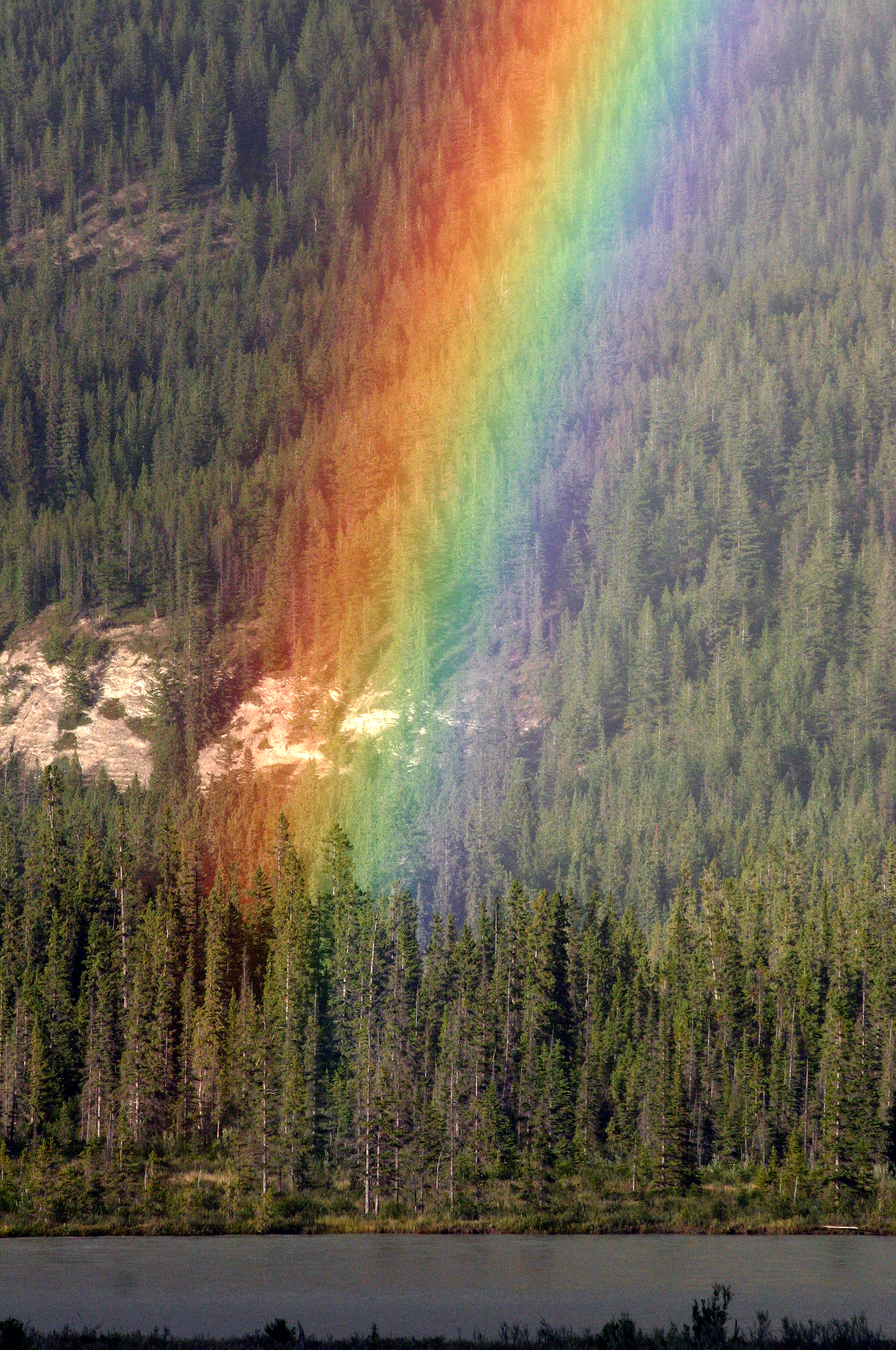
Arco-íris junto ao Athabasca